# 苏格努
苏格努（Sugnu），是印度曼尼普尔邦Thoubal县的一个城镇。总人口4507（2001年）。

## 人口
该地2001年总人口4507人，其中男性2256人，女性2251人；0—6岁人口647人，其中男332人，女315人；识字率61.06%，其中男性为71.76%，女性为50.33%。